# Henry Brooke (baron Brooke de Cumnor)
Henry Brooke, baron Brooke de Cumnor (9 avril 1903 - 29 mars 1984) est un homme politique du Parti conservateur britannique qui est secrétaire en chef du Trésor et payeur général de 1961 à 1962 et - après la « Nuit des longs couteaux » - ministre de l'Intérieur de 1962 à 1964.

## Jeunesse et éducation
Brooke est né à Oxford, le fils de l'artiste Leonard Leslie Brooke et de sa cousine Sybil Diana Brooke. Il fait ses études au Marlborough College, où il est camarade de classe de Rab Butler, et au Balliol College d'Oxford. Il a un frère aîné, le lieutenant Leonard Stopford Brooke, qui est tué en Allemagne en 1918 alors qu'il servait avec le Army Cyclist Corps .

## Carrière politique
Après avoir enseigné la philosophie au Balliol College pendant un an, Brooke travaille dans une colonie de Quaker pour les chômeurs de la vallée de Rhondda en 1927-1928. Cette expérience l'amène à refuser l'offre d'une bourse de recherche en philosophie à Balliol au profit d'une carrière en politique. Après un an à The Economist, Brooke devient l'un des membres fondateurs, puis vice-président, du Département de la recherche conservatrice (1929-1937) sous la présidence de Neville Chamberlain. L'impulsion de la législation sur les «zones spéciales» d'avant-guerre découle de ses articles non signés sur les «Lieux sans avenir» qu'il écrits pour The Times en 1934.
Il est élu député conservateur de Lewisham West lors d'une élection partielle de 1938. Il parle à la demande des Whips en soutien de Neville Chamberlain dans le débat de mai 1940, juste avant la chute du pouvoir du premier ministre. Il est battu aux élections générales de 1945. L'année suivante, il est élu au London County Council et est chef conservateur au conseil jusqu'en 1951, continuant de siéger au conseil et au conseil d'arrondissement de Hampstead jusqu'en 1955. En 1949, il conduit le parti conservateur au London County Council au bord de la prise du pouvoir pour la troisième fois de son histoire. De 1946 à 1948, il est le dernier vice-président du Southern Railway avant la nationalisation.
Brooke retourne au parlement en 1950 en tant que député de Hampstead et entre dans le gouvernement de Winston Churchill en 1954 en tant que Secrétaire financier du Trésor, servant sous Rab Butler et Harold Macmillan lorsqu'ils étaient chanceliers de l'Échiquier. Il reste dans ce poste jusqu'en 1957, quand il devient ministre du logement et du gouvernement local et ministre des Affaires galloises dans le gouvernement Macmillan, entrant au Cabinet. En 1961, il est devenu le premier secrétaire en chef du Trésor des temps modernes.
En 1962, il est ministre de l'Intérieur à la suite de la « Nuit des longs couteaux » de Harold Macmillan, lorsque de nombreux ministres de haut rang sont limogés. En tant que ministre de l'Intérieur, Brooke n'a pas particulièrement réussi et ses actions suscitent la controverse à plusieurs reprises, notamment sa réponse aux manifestations bruyantes contre la visite d'État du roi Paul et de la reine Frederica de Grèce.
Dans sa nécrologie du Times l'auteur écrit: «Son mandat à ce poste difficile n'était pas particulièrement heureux, et bien que son intégrité et son équité fussent généralement admirées, il y avait un sentiment dans certains milieux qu'il manquait de sensibilité. et la flexibilité requise dans le traitement des cas individuels difficiles. " 
Brooke est l'un des nombreux hommes politiques à recevoir des critiques sans précédent sur That Was The Week That Was sur BBC Television en 1962-1963, qui l'appelait «l'homme le plus détesté de Grande-Bretagne» et terminait un faux profil de lui avec la phrase «Si vous ' concernant le ministre de l'Intérieur, vous pouvez vous en tirer avec un meurtre ". Il est également impliqué dans l'adoption de diverses nouvelles lois anti-drogue, notamment celles interdisant la possession d' amphétamines et la culture du cannabis. En tant qu'arbitre final dans les affaires de peine de mort, il est le dernier ministre de l'Intérieur à autoriser une condamnation à mort.
Alec Douglas-Home maintient Brooke en poste en tant que ministre de l'Intérieur lorsqu'il devient Premier ministre en octobre 1963, et ses 12 derniers mois en fonction, qui voient l'introduction de la loi sur la police de 1964 et la création d'une Commission royale sur le crime et la punition, suscitent beaucoup moins de controverses.
Brooke passe dans l'opposition après la défaite des conservateurs en 1964, et il perd son siège aux élections en 1966. Ayant été nommé à l'Ordre des Compagnons d'honneur (CH) en 1964, il est créé pair à vie en tant que baron Brooke de Cumnor, de Cumnor dans le comté royal de Berkshire le 20 juillet 1966, et est porte-parole des conservateurs à la Chambre des lords jusqu'en 1970. L'apparition de la maladie de Parkinson le conduit à se retirer progressivement de la vie publique.

## Vie personnelle et famille
Brooke épouse Barbara Muriel, fille du révérend Alfred Mathews, en 1933. Comme elle est aussi une pair à vie, ils sont l'un des rares couples à détenir tous deux des titres à part entière. Le couple a quatre enfants: 
- Peter Brooke (né en 1934), plus tard Lord Brooke de Sutton Mandeville, un homme politique conservateur .
- Henry Brooke (1936–2018), juge et Lord Justice of Appeal.
- Honore Leslie Brooke (née en 1941), épouse le Dr Thomas Nigel Miller.
- Margaret Hilary Diana Brooke (née en 1944), épouse le Dr James Pulfer.

Lord Brooke of Cumnor est décédé des suites de la Maladie de Parkinson en mars 1984, à l'âge de 80 ans. Son épouse est décédée en septembre 2000, à l'âge de 92 ans.